# Mooresville, Alabama
Mooresville là một thị trấn thuộc quận Limestone, tiểu bang Alabama, Hoa Kỳ. Dân số năm 2009 là 66 người, mật độ đạt 213 người/km².